# Rodolphe Dareste de La Chavanne
Rodolphe Dareste de La Chavanne est un historien du droit et magistrat français né le 26 décembre 1824 à Paris et mort le 24 mars 1911 dans la même ville.

## Biographie
Rodolphe Dareste,, de son nom complet Cléophas Madeleine Rodolphe Dareste de La Chavanne,, naît le 25 décembre 1824,, à Paris, dans une famille d'origine lyonnaise dont une branche est venue à Paris. Il est le frère de Antoine et Camille Dareste de La Chavanne.

### Études et formation
Dareste est « un des élèves les plus brillants » du collège Henri-IV : tous les ans, depuis la sixième, il est lauréat du concours général,. Après un baccalauréat ès sciences, il suit des études de lettres à la Sorbonne et de droit à Panthéon.
Licencié ès lettres en Sorbonne, il entre à l'École des chartes et, le 10 décembre 1846, y obtient le diplôme d'archiviste paléographe,. Licencié en droit, il est reçu avocat à Paris. Il poursuit ses études juridiques et, le 21 août 1847, obtient le grade de docteur en droit après avoir soutenu une thèse sur la possession, l'action possessoire et la prescription acquisitive,. Il poursuit également ses études littéraires à la Sorbonne et, le 20 juillet 1850, y obtient le grade de docteur ès lettres après avoir soutenu deux thèses : la première, en latin, porte sur la province romaine latine ; la seconde, en français, sur le jurisconsulte et humaniste François Hotman,.

### Carrière
Le 1er février 1851, Dareste acquiert une charge d'avocat aux conseils qu'il cédera à son fils en mai 1877,. Au cours de sa carrière d'avocat, il est deux fois membre du conseil de l'ordre — de 1861 à 1864 puis de 1867 à 1870 — qu'il préside de 1871 à 1874.
Par décret du 17 avril 1877, le président de la République, Patrice de Mac Mahon, le nomme conseiller à la Cour de cassation en remplacement de Charles Rau, décédé,,,,, fonction qu'il exerça jusqu'à la fin 1899,. Au cours de sa carrière de magistrat, il siège d'abord — brièvement — à la chambre des requêtes puis, pendant dix-neuf ans, à la chambre civile. De 1893 à 1896, il siège au Tribunal des conflits, dont il est le vice-président de 1896, à 1899. Le 30 décembre, atteint par la limite d'âge, il est admis à faire valoir ses droits à la retraite et accède à l'honorariat.
En 1855, avec Édouard Lefebvre de Laboulaye, Eugène de Rozière et Charles Ginoulhiac, il fonde la Revue historique de droit français et étranger.
Entre 1875 et 1878, il a également donné une traduction des plaidoyers de Démosthène, accompagnée un important appareil critique et interprétatif.

### Honneurs et distinctions
Membre de l'Académie des sciences de Saint-Pétersbourg et de la Société philologique hellénique de Constantinople[réf. souhaitée], président de la Société de l'École des chartes et de la Société de législation comparée, il est élu en 1878 au 1er fauteuil de l'Académie des sciences morales et politiques, qu'il préside également en 1894,.
Le 14 octobre 1873, alors président du conseil de l'ordre, il est fait chevalier de la Légion d'honneur. Le 20 juillet 1895, il est promu officier,.

### Vie privée
Dareste est le gendre de Pierre Ambroise Plougoulm.

### Décès
Dareste meurt le 24 mars 1911, à Paris,, à quatre-vingt-six ans.

## Œuvres
En tant qu'auteur :
- Études d'histoire du droit, Paris, 1899
- Justice administrative en France, 1862, seconde édition revue et corrigée en 1898 avec la collaboration de son fils Pierre
- Mémoire sur les anciens monuments du droit de la Hongrie, 1885
- La transcription des ventes, en droit hellénique, d'après les monuments épigraphiques récemment découverts, 1884
- Nouveaux textes de droit romain, 1898

En tant que directeur de publication :
- Annales des contributions directes et des octrois
- Revue de législation ancienne et moderne, française et étrangère
- Revue historique de droit français et étranger